# Sambor II de Pomerania

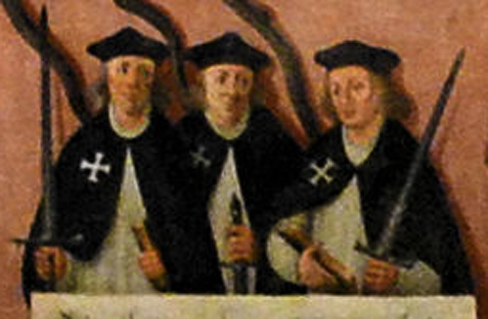
Wartislaw I, Sambor II and Racibor of Pomerania

Sambor II de Tczew (en polaco: Sambor II Tczewski; c. 1211/1212-diciembre de 1277 o 1278) fue duque de Pomerania y príncipe de Lubiszewo Tczewskie.
Era hijo de Mestwin I, duque de Pomerania y miembro del linaje de los sambóridas. Estaba casado con Matilda, hija de Enrique Borwin II, señor de Mecklemburgo. Su hija, Margarita Sambiria, se convirtió en reina de Dinamarca en 1248 al casarse con Cristóbal I. El único hijo de Sambor, Subisław, murió en 1254. Después de esto, Sambor fundó un nuevo monasterio cisterciense, Samboria, ubicado en la moderna Pelplin. Sin embargo, fue excomulgado en marzo de 1266 por no devolver tierras a un convento en Oliwa.
Sambor luchó contra su hermano, Swantopolk II, y se coaligó con la Orden Teutónica, a la que legó la mayoría de sus posesiones, incluido Gniew (Mewe). Esto facilitó el asentamiento definitivo de los caballeros teutónicos en la margen izquierda del Vístula Otros, incluidos su sobrino Mestwin II, sus nietos, los duques de Silesia Enrique V, señor de Legnica, y Boleslao el Piadoso y su yerno Ziemomysł de Cuyavia, impugnaron el testamento.